# Pico Karl Marx
O Pico Karl Marx (em tajique:  Қуллаи Карл Маркс) é uma montanha na região de Gorno-Badakhshan, no leste do Tajiquistão. Tem 6723 m de altitude e 2693 m de proeminência topográfica.  É o ponto mais alto da Cordilheira Shakhdara, uma subcordilheira do Pamir, e fica a norte do rio Panj e da fronteira Afeganistão-Tajiquistão.
Foi descoberto em 1937 pelo geólogo e explorador Sergey Klunnikov, sendo designado em homenagem a Karl Marx.